# Mistrovství světa v házené mužů 2015
24. mistrovství světa  v házené proběhne ve dnech 15. ledna – 1. února ve Kataru.
Mistrovství se zúčastnilo 24 mužstev, rozdělených do čtyř šestičlenných skupin. První čtyři týmy postoupily do play off, kde se hrálo o medaile. Týmy, které v základní skupině skončily na čtvrtém až šestém místě místě, hrály o 17. - 24. místo (tzv. Prezidentský pohár). Mistrem světa se stala Francie, která se zároveň kvalifikovala na olympijské hry 2016. Mužstva z druhé až sedmé pozice budou startovat v olympijské kvalifikaci.

## Kvalifikace
| Pořadatel - Katar Mistrovství světa 2013 - Španělsko Divoká karta - Island - Německo - Saúdská Arábie Mistrovství Oceánie 2014 - Austrálie | Evropská kvalifikace - Bělorusko - Bosna a Hercegovina - Česko - Makedonie - Polsko - Rakousko - Rusko - Slovinsko - Švédsko | Mistrovství Evropy 2014 - Dánsko - Francie - Chorvatsko Mistrovství Afriky 2014 - Alžírsko - Egypt - Tunisko | Mistrovství Asie 2014 - Bahrajn - Írán - Spojené arabské emiráty Panamerické mistrovství 2014 - Argentina - Brazílie - Chile |

- Austrálie jako vítěz oceánské kvalifikace nebyla uznána jako kvalifikant, protože Oceánska házenkářská federace nebyla v tomto čase uznaný člen IHF. Jako náhradu za Austrálii vybrala rada IHF Německo, které skončilo najvýše na MS 2013 z nekvalifikovaných družstev. Bahrain a Spojené arabské emiráty odstoupili z turnaje. Island a Saúdská Arábie nahradili odstoupivší družstva Bahrajnu a Spojených arabských emirátů, kterým byla udělena pokuta ve výši 100 000 CHF.

## Místo konání
| Lusail              | Dauhá                                | Dauhá                       |
| Lusail Sports Arena | Ali bin Hamad al-Attiyah Sports Hall | Duhail Handball Sports Hall |
|                     |                                      |                             |
| Kapacita: 15 300    | Kapacita: 7 700                      | Kapacita: 5 500             |

## Výsledky a tabulky

### Základní skupiny

#### Skupina A
|    |           | ESP   | QAT   | SLO   | BRA   | BLR   | CHI   | V | R | P | Skóre   | B  |
| 1. | Španělsko | ***   | 28:25 | 30:26 | 29:27 | 38:33 | 37:16 | 5 | 0 | 0 | 162:127 | 10 |
| 2. | Katar     | 25:28 | ***   | 31:29 | 28:23 | 26:22 | 27:20 | 4 | 0 | 1 | 137:122 | 8  |
| 3. | Slovinsko | 26:30 | 29:31 | ***   | 35:32 | 34:29 | 36:23 | 3 | 0 | 2 | 160:145 | 6  |
| 4. | Brazílie  | 27:29 | 23:28 | 32:35 | ***   | 34:29 | 30:22 | 2 | 0 | 3 | 146:143 | 4  |
| 5. | Bělorusko | 33:38 | 22:26 | 29:34 | 29:34 | ***   | 24:23 | 1 | 0 | 4 | 147:155 | 2  |
| 6. | Chile     | 16:37 | 20:27 | 23:36 | 22:30 | 23:24 | ***   | 0 | 0 | 5 | 104:164 | 0  |

| 15. ledna 2014 20:30 | Katar                   | 28:23   | Brazílie  | Lusail Sports Arena, Lusail Počet diváků: 11 500 Rozhodčí: Milošević, Gubica (CRO) |
| 15. ledna 2014 20:30 | Marković, Hassab Alla 6 | (15:12) | Chiuffa 6 | Lusail Sports Arena, Lusail Počet diváků: 11 500 Rozhodčí: Milošević, Gubica (CRO) |
| 15. ledna 2014 20:30 | 4× 3×                   | Zpráva  | 5× 3× 1×  | Lusail Sports Arena, Lusail Počet diváků: 11 500 Rozhodčí: Milošević, Gubica (CRO) |

| 16. ledna 2014 17:00 | Španělsko              | 38:33   | Bělorusko | Qatar Handball Association Complex, Dauhá Počet diváků: 1 200 Rozhodčí: Novotný, Horáček (CZE) |
| 16. ledna 2014 17:00 | Maqueda, Aguinagalde 6 | (21:17) | Tsitou 5  | Qatar Handball Association Complex, Dauhá Počet diváků: 1 200 Rozhodčí: Novotný, Horáček (CZE) |
| 16. ledna 2014 17:00 | 2×                     | Zpráva  | 3× 2×     | Qatar Handball Association Complex, Dauhá Počet diváků: 1 200 Rozhodčí: Novotný, Horáček (CZE) |

| 16. ledna 2014 17:00 | Slovinsko | 36:23   | Chile      | Qatar Handball Association Complex, Dauhá Počet diváků: 1 500 Rozhodčí: Rashed, El-Sayed (EGY) |
| 16. ledna 2014 17:00 | Gajić 9   | (16:14) | Salinas 10 | Qatar Handball Association Complex, Dauhá Počet diváků: 1 500 Rozhodčí: Rashed, El-Sayed (EGY) |
| 16. ledna 2014 17:00 | 8× 3×     | Zpráva  | 6× 1×      | Qatar Handball Association Complex, Dauhá Počet diváků: 1 500 Rozhodčí: Rashed, El-Sayed (EGY) |

| 17. ledna 2014 17:00 | Brazílie          | 27:29   | Španělsko  | Qatar Handball Association Complex, Dauhá Počet diváků: 800 Rozhodčí: Načevski, Nikolov (MKD) |
| 17. ledna 2014 17:00 | Ribeiro, Toledo 5 | (14:15) | Cañellas 9 | Qatar Handball Association Complex, Dauhá Počet diváků: 800 Rozhodčí: Načevski, Nikolov (MKD) |
| 17. ledna 2014 17:00 | 5× 4×             | Zpráva  | 2× 3×      | Qatar Handball Association Complex, Dauhá Počet diváků: 800 Rozhodčí: Načevski, Nikolov (MKD) |

| 17. ledna 2014 17:00 | Bělorusko | 29:34  | Slovinsko | Lusail Sports Arena, Lusail Počet diváků: 4 000 Rozhodčí: Krichen, Makhlouf (TUN) |
| 17. ledna 2014 17:00 | Rutenka 6 | (8:17) | Gajić 15  | Lusail Sports Arena, Lusail Počet diváků: 4 000 Rozhodčí: Krichen, Makhlouf (TUN) |
| 17. ledna 2014 17:00 | 5× 3×     | Zpráva | 8× 4× 1×  | Lusail Sports Arena, Lusail Počet diváků: 4 000 Rozhodčí: Krichen, Makhlouf (TUN) |

| 17. ledna 2014 19:00 | Chile   | 20:27  | Katar       | Lusail Sports Arena, Lusail Počet diváků: 4 500 Rozhodčí: Reveret, Pichon (FRA) |
| 17. ledna 2014 19:00 | Oneto 5 | (9:15) | Marković 11 | Lusail Sports Arena, Lusail Počet diváků: 4 500 Rozhodčí: Reveret, Pichon (FRA) |
| 17. ledna 2014 19:00 | 5× 3×   | Zpráva | 2× 3×       | Lusail Sports Arena, Lusail Počet diváků: 4 500 Rozhodčí: Reveret, Pichon (FRA) |

| 19. ledna 2014 17:00 | Španělsko | 37:16  | Chile            | Qatar Handball Association Complex, Dauhá Počet diváků: 500 Rozhodčí: Lee, Koo (KOR) |
| 19. ledna 2014 17:00 | Rivera 7  | (14:7) | Araya, Frelijj 3 | Qatar Handball Association Complex, Dauhá Počet diváků: 500 Rozhodčí: Lee, Koo (KOR) |
| 19. ledna 2014 17:00 | 3×        | Zpráva | 1× 4×            | Qatar Handball Association Complex, Dauhá Počet diváků: 500 Rozhodčí: Lee, Koo (KOR) |

| 19. ledna 2014 17:00 | Bělorusko | 29:34   | Brazílie  | Lusail Sports Arena, Lusail Počet diváků: 3 000 Rozhodčí: Rashed, El-Sayed (EGY) |
| 19. ledna 2014 17:00 | 3 hráči 6 | (12:16) | Ribeiro 9 | Lusail Sports Arena, Lusail Počet diváků: 3 000 Rozhodčí: Rashed, El-Sayed (EGY) |
| 19. ledna 2014 17:00 | 5× 3×     | Zpráva  | 5× 4×     | Lusail Sports Arena, Lusail Počet diváků: 3 000 Rozhodčí: Rashed, El-Sayed (EGY) |

| 19. ledna 2014 19:00 | Slovinsko | 29:31   | Katar     | Lusail Sports Arena, Lusail Počet diváků: 9 500 Rozhodčí: Gjeding, Hansen (DEN) |
| 19. ledna 2014 19:00 | Dolenec 8 | (15:18) | Capote 12 | Lusail Sports Arena, Lusail Počet diváků: 9 500 Rozhodčí: Gjeding, Hansen (DEN) |
| 19. ledna 2014 19:00 | 7× 3×     | Zpráva  | 5× 4×     | Lusail Sports Arena, Lusail Počet diváků: 9 500 Rozhodčí: Gjeding, Hansen (DEN) |

| 21. ledna 2014 17:00 | Slovinsko | 35:32   | Brazílie  | Qatar Handball Association Complex, Dauhá Počet diváků: 500 Rozhodčí: Reveret, Pichon (FRA) |
| 21. ledna 2014 17:00 | Gajić 12  | (19:18) | Ribeiro 7 | Qatar Handball Association Complex, Dauhá Počet diváků: 500 Rozhodčí: Reveret, Pichon (FRA) |
| 21. ledna 2014 17:00 | 5× 2×     | Zpráva  | 5× 3×     | Qatar Handball Association Complex, Dauhá Počet diváků: 500 Rozhodčí: Reveret, Pichon (FRA) |

| 21. ledna 2014 17:00 | Chile     | 23:24   | Bělorusko               | Lusail Sports Arena, Lusail Počet diváků: 800 Rozhodčí: Hizaki, Ikebuchi (JPN) |
| 21. ledna 2014 17:00 | Salinas 6 | (11:14) | Pukhouski, S. Rutenka 8 | Lusail Sports Arena, Lusail Počet diváků: 800 Rozhodčí: Hizaki, Ikebuchi (JPN) |
| 21. ledna 2014 17:00 | 7× 2× 1×  | Zpráva  | 5× 3×                   | Lusail Sports Arena, Lusail Počet diváků: 800 Rozhodčí: Hizaki, Ikebuchi (JPN) |

| 21. ledna 2014 19:00 | Katar       | 25:28  | Španělsko      | Qatar Handball Association Complex, Dauhá Počet diváků: 12 400 Rozhodčí: Nikolić, Stojković (SER) |
| 21. ledna 2014 19:00 | Marković 10 | (10:8) | Rivera Folch 7 | Qatar Handball Association Complex, Dauhá Počet diváků: 12 400 Rozhodčí: Nikolić, Stojković (SER) |
| 21. ledna 2014 19:00 | 1× 2×       | Zpráva | 5× 3×          | Qatar Handball Association Complex, Dauhá Počet diváků: 12 400 Rozhodčí: Nikolić, Stojković (SER) |

| 23. ledna 2014 17:00 | Brazílie        | 30:22   | Chile     | Lusail Sports Arena, Lusail Počet diváků: 2 500 Rozhodčí: Krichen, Makhlouf (TUN) |
| 23. ledna 2014 17:00 | Pacheco Filho 7 | (12:13) | 5 hráčů 3 | Lusail Sports Arena, Lusail Počet diváků: 2 500 Rozhodčí: Krichen, Makhlouf (TUN) |
| 23. ledna 2014 17:00 | 5× 1×           | Zpráva  | 7× 4× 1×  | Lusail Sports Arena, Lusail Počet diváků: 2 500 Rozhodčí: Krichen, Makhlouf (TUN) |

| 23. ledna 2014 17:00 | Španělsko      | 30:26   | Slovinsko | Qatar Handball Association Complex, Dauhá Počet diváků: 1 000 Rozhodčí: Geipel, Helbig (GER) |
| 23. ledna 2014 17:00 | Rivera Folch 6 | (14:10) | 3 hráči 4 | Qatar Handball Association Complex, Dauhá Počet diváků: 1 000 Rozhodčí: Geipel, Helbig (GER) |
| 23. ledna 2014 17:00 | 2× 3× 1×       | Zpráva  | 5× 3×     | Qatar Handball Association Complex, Dauhá Počet diváků: 1 000 Rozhodčí: Geipel, Helbig (GER) |

| 23. ledna 2014 19:00 | Katar      | 26:22  | Bělorusko    | Lusail Sports Arena, Lusail Počet diváků: 10 000 Rozhodčí: Novotný, Horáček (CZE) |
| 23. ledna 2014 19:00 | Marković 9 | (7:12) | D. Rutenka 7 | Lusail Sports Arena, Lusail Počet diváků: 10 000 Rozhodčí: Novotný, Horáček (CZE) |
| 23. ledna 2014 19:00 | 3× 2×      | Zpráva | 6× 4×        | Lusail Sports Arena, Lusail Počet diváků: 10 000 Rozhodčí: Novotný, Horáček (CZE) |

#### Skupina B
|    |                     | CRO   | MAC   | AUT   | TUN   | BIH   | IRN   | V | R | P | Skóre   | B  |
| 1. | Chorvatsko          | ***   | 29:26 | 32:30 | 28:25 | 28:21 | 41:22 | 5 | 0 | 0 | 158:124 | 10 |
| 2. | Makedonie           | 26:29 | ***   | 36:31 | 33:25 | 25:22 | 33:31 | 4 | 0 | 1 | 153:138 | 8  |
| 3. | Rakousko            | 30:32 | 31:36 | ***   | 25:25 | 23:21 | 38:26 | 2 | 1 | 2 | 147:140 | 5  |
| 4. | Tunisko             | 25:28 | 25:33 | 25:25 | ***   | 27:24 | 30:23 | 2 | 1 | 2 | 132:133 | 5  |
| 5. | Bosna a Hercegovina | 21:28 | 22:25 | 21:23 | 24:27 | ***   | 30:25 | 1 | 0 | 4 | 118:128 | 2  |
| 6. | Írán                | 22:41 | 31:33 | 26:38 | 23:30 | 25:30 | ***   | 0 | 0 | 5 | 127:172 | 0  |

| 16. ledna 2014 15:00 | Bosna a Hercegovina | 30:25   | Írán        | Lusail Sports Arena, Lusail Počet diváků: 3 000 Rozhodčí: Koo, Lee (KOR) |
| 16. ledna 2014 15:00 | Čelica 6            | (12:16) | A. Esteki 7 | Lusail Sports Arena, Lusail Počet diváků: 3 000 Rozhodčí: Koo, Lee (KOR) |
| 16. ledna 2014 15:00 | 8× 3×               | Zpráva  | 8× 4×       | Lusail Sports Arena, Lusail Počet diváků: 3 000 Rozhodčí: Koo, Lee (KOR) |

| 16. ledna 2014 17:00 | Makedonie  | 33:25   | Tunisko | Lusail Sports Arena, Lusail Počet diváků: 5 000 Rozhodčí: Geipel, Helbig (GER) |
| 16. ledna 2014 17:00 | Lazarov 10 | (18:14) | Tej 6   | Lusail Sports Arena, Lusail Počet diváků: 5 000 Rozhodčí: Geipel, Helbig (GER) |
| 16. ledna 2014 17:00 | 7× 3×      | Zpráva  | 6× 3×   | Lusail Sports Arena, Lusail Počet diváků: 5 000 Rozhodčí: Geipel, Helbig (GER) |

| 16. ledna 2014 19:00 | Chorvatsko | 32:30   | Rakousko          | Qatar Handball Association Complex, Dauhá Počet diváků: 750 Rozhodčí: Gatelis, Mažeika (LIT) |
| 16. ledna 2014 19:00 | Čupić 11   | (16:13) | Szilágyi, Weber 7 | Qatar Handball Association Complex, Dauhá Počet diváků: 750 Rozhodčí: Gatelis, Mažeika (LIT) |
| 16. ledna 2014 19:00 | 6× 3×      | Zpráva  | 7× 4× 1×          | Qatar Handball Association Complex, Dauhá Počet diváků: 750 Rozhodčí: Gatelis, Mažeika (LIT) |

| 17. ledna 2014 19:00 | Tunisko   | 25:28   | Chorvatsko | Qatar Handball Association Complex, Dauhá Počet diváků: 4 000 Rozhodčí: López, Ramírez (ESP) |
| 17. ledna 2014 19:00 | Bannour 9 | (13:14) | Čupić 8    | Qatar Handball Association Complex, Dauhá Počet diváků: 4 000 Rozhodčí: López, Ramírez (ESP) |
| 17. ledna 2014 19:00 | 6× 3×     | Zpráva  | 5× 3×      | Qatar Handball Association Complex, Dauhá Počet diváků: 4 000 Rozhodčí: López, Ramírez (ESP) |

| 17. ledna 2014 19:00 | Írán        | 31:33   | Makedonie    | Al-Sadd Sports Hall, Dauhá Počet diváků: 1 000 Rozhodčí: Al-Suwaidi, Bamutref (QAT) |
| 17. ledna 2014 19:00 | A. Esteki 9 | (17:19) | K. Lazarov 9 | Al-Sadd Sports Hall, Dauhá Počet diváků: 1 000 Rozhodčí: Al-Suwaidi, Bamutref (QAT) |
| 17. ledna 2014 19:00 | 7× 4× 1×    | Zpráva  | 7× 2×        | Al-Sadd Sports Hall, Dauhá Počet diváků: 1 000 Rozhodčí: Al-Suwaidi, Bamutref (QAT) |

| 17. ledna 2014 21:00 | Rakousko          | 23:21   | Bosna a Hercegovina | Al-Sadd Sports Hall, Dauhá Počet diváků: 1 000 Rozhodčí: Menezes, Pinto (BRA) |
| 17. ledna 2014 21:00 | Szilágyi, Weber 4 | (11:12) | Malinović 6         | Al-Sadd Sports Hall, Dauhá Počet diváků: 1 000 Rozhodčí: Menezes, Pinto (BRA) |
| 17. ledna 2014 21:00 | 8× 3×             | Zpráva  | 6× 4× 1×            | Al-Sadd Sports Hall, Dauhá Počet diváků: 1 000 Rozhodčí: Menezes, Pinto (BRA) |

| 19. ledna 2014 19:00 | Bosna a Hercegovina | 22:25   | Makedonie  | Al-Sadd Sports Hall, Dauhá Počet diváků: 2 000 Rozhodčí: Gatelis, Mažeika (LIT) |
| 19. ledna 2014 19:00 | Burić, Malinović 4  | (11:13) | Manaskov 6 | Al-Sadd Sports Hall, Dauhá Počet diváků: 2 000 Rozhodčí: Gatelis, Mažeika (LIT) |
| 19. ledna 2014 19:00 | 5× 2×               | Zpráva  | 6× 3× 1×   | Al-Sadd Sports Hall, Dauhá Počet diváků: 2 000 Rozhodčí: Gatelis, Mažeika (LIT) |

| 19. ledna 2014 19:00 | Chorvatsko | 41:22   | Írán        | Qatar Handball Association Complex, Dauhá Počet diváků: 500 Rozhodčí: Geipel, Helbig (GER) |
| 19. ledna 2014 19:00 | Horvat 12  | (19:13) | S. Esteki 6 | Qatar Handball Association Complex, Dauhá Počet diváků: 500 Rozhodčí: Geipel, Helbig (GER) |
| 19. ledna 2014 19:00 | 3× 2×      | Zpráva  | 3× 1×       | Qatar Handball Association Complex, Dauhá Počet diváků: 500 Rozhodčí: Geipel, Helbig (GER) |

| 19. ledna 2014 21:00 | Rakousko | 25:25   | Tunisko      | Al-Sadd Sports Hall, Dauhá Počet diváků: 4 500 Rozhodčí: Nikolić, Stojković (SER) |
| 19. ledna 2014 21:00 | Weber 9  | (14:15) | Sanaï, Tej 5 | Al-Sadd Sports Hall, Dauhá Počet diváků: 4 500 Rozhodčí: Nikolić, Stojković (SER) |
| 19. ledna 2014 21:00 | 4× 3×    | Zpráva  | 5× 3×        | Al-Sadd Sports Hall, Dauhá Počet diváků: 4 500 Rozhodčí: Nikolić, Stojković (SER) |

| 21. ledna 2014 17:00 | Írán        | 26:38   | Rakousko | Al-Sadd Sports Hall, Dauhá Počet diváků: 500 Rozhodčí: Rashed, El-Sayed (EGY) |
| 21. ledna 2014 17:00 | S. Esteki 7 | (13:18) | Santos 8 | Al-Sadd Sports Hall, Dauhá Počet diváků: 500 Rozhodčí: Rashed, El-Sayed (EGY) |
| 21. ledna 2014 17:00 | 5× 1×       | Zpráva  | 5× 3×    | Al-Sadd Sports Hall, Dauhá Počet diváků: 500 Rozhodčí: Rashed, El-Sayed (EGY) |

| 21. ledna 2014 19:00 | Bosna a Hercegovina | 24:27   | Tunisko     | Al-Sadd Sports Hall, Dauhá Počet diváků: 5 500 Rozhodčí: Santos, Fonseca (POR) |
| 21. ledna 2014 19:00 | Malinović 5         | (14:15) | Boughanmi 7 | Al-Sadd Sports Hall, Dauhá Počet diváků: 5 500 Rozhodčí: Santos, Fonseca (POR) |
| 21. ledna 2014 19:00 | 6× 4×               | Zpráva  | 5× 3×       | Al-Sadd Sports Hall, Dauhá Počet diváků: 5 500 Rozhodčí: Santos, Fonseca (POR) |

| 21. ledna 2014 19:00 | Makedonie    | 26:29   | Chorvatsko | Qatar Handball Association Complex, Dauhá Počet diváků: 2 000 Rozhodčí: Novotný, Horáček (CZE) |
| 21. ledna 2014 19:00 | K. Lazarov 7 | (14:15) | Čupić 9    | Qatar Handball Association Complex, Dauhá Počet diváků: 2 000 Rozhodčí: Novotný, Horáček (CZE) |
| 21. ledna 2014 19:00 | 6× 4×        | Zpráva  | 6× 4×      | Qatar Handball Association Complex, Dauhá Počet diváků: 2 000 Rozhodčí: Novotný, Horáček (CZE) |

| 23. ledna 2014 17:00 | Tunisko  | 30:23   | Írán       | Al-Sadd Sports Hall, Dauhá Počet diváků: 4 500 Rozhodčí: Kliko, Johansson (SWE) |
| 23. ledna 2014 17:00 | Touati 7 | (12:12) | Karamian 4 | Al-Sadd Sports Hall, Dauhá Počet diváků: 4 500 Rozhodčí: Kliko, Johansson (SWE) |
| 23. ledna 2014 17:00 | 3× 4×    | Zpráva  | 5× 1×      | Al-Sadd Sports Hall, Dauhá Počet diváků: 4 500 Rozhodčí: Kliko, Johansson (SWE) |

| 23. ledna 2014 19:00 | Makedonie    | 36:31   | Rakousko | Al-Sadd Sports Hall, Dauhá |
| 23. ledna 2014 19:00 | K. Lazarov 9 | (16:16) | Weber 8  | Al-Sadd Sports Hall, Dauhá |
| 23. ledna 2014 19:00 | 5× 2×        | Zpráva  | 7× 2× 1× | Al-Sadd Sports Hall, Dauhá |

| 23. ledna 2014 19:00 | Chorvatsko | 28:21  | Bosna a Hercegovina | Qatar Handball Association Complex, Dauhá Počet diváků: 800 Rozhodčí: Reveret, Pichon (FRA) |
| 23. ledna 2014 19:00 | Karačić 6  | (17:8) | Toromanović 7       | Qatar Handball Association Complex, Dauhá Počet diváků: 800 Rozhodčí: Reveret, Pichon (FRA) |
| 23. ledna 2014 19:00 | 4× 3×      | Zpráva | 6× 2× 1×            | Qatar Handball Association Complex, Dauhá Počet diváků: 800 Rozhodčí: Reveret, Pichon (FRA) |

#### Skupina C
|    |          | FRA   | SWE   | ISL   | EGY   | CZE   | ALG   | V | R | P | Skóre   | B |
| 1. | Francie  | ***   | 27:25 | 26:26 | 28:24 | 30:27 | 32:26 | 4 | 1 | 0 | 143:128 | 9 |
| 2. | Švédsko  | 25:27 | ***   | 24:16 | 25:25 | 36:22 | 27:19 | 3 | 1 | 1 | 137:109 | 7 |
| 3. | Island   | 26:26 | 16:24 | ***   | 28:25 | 25:36 | 32:24 | 2 | 1 | 2 | 127:135 | 5 |
| 4. | Egypt    | 24:28 | 25:25 | 25:28 | ***   | 27:24 | 34:20 | 2 | 1 | 2 | 135:125 | 5 |
| 5. | Česko    | 27:30 | 22:36 | 36:25 | 24:27 | ***   | 36:20 | 2 | 0 | 3 | 145:138 | 4 |
| 6. | Alžírsko | 26:32 | 19:27 | 24:32 | 20:34 | 20:36 | ***   | 0 | 0 | 5 | 109:161 | 0 |

| 16. ledna 2014 19:00 | Alžírsko   | 20:34  | Egypt  | Al-Sadd Sports Hall, Dauhá Počet diváků: 5 000 Rozhodčí: López, Ramírez (ESP) |
| 16. ledna 2014 19:00 | Kaabeche 6 | (9:17) | Issa 5 | Al-Sadd Sports Hall, Dauhá Počet diváků: 5 000 Rozhodčí: López, Ramírez (ESP) |
| 16. ledna 2014 19:00 | 6× 3×      | Zpráva | 7× 3×  | Al-Sadd Sports Hall, Dauhá Počet diváků: 5 000 Rozhodčí: López, Ramírez (ESP) |

| 16. ledna 2014 21:00 | Francie             | 30:27  | Česko     | Qatar Handball Association Complex, Dauhá Počet diváků: 1 800 Rozhodčí: Gjeding, Hansen (DEN) |
| 16. ledna 2014 21:00 | Guigou, Karabatić 7 | (16:9) | Horák 8   | Qatar Handball Association Complex, Dauhá Počet diváků: 1 800 Rozhodčí: Gjeding, Hansen (DEN) |
| 16. ledna 2014 21:00 | 6× 2×               | Zpráva | 10× 3× 1× | Qatar Handball Association Complex, Dauhá Počet diváků: 1 800 Rozhodčí: Gjeding, Hansen (DEN) |

| 16. ledna 2014 21:00 | Švédsko  | 24:16  | Island    | Al-Sadd Sports Hall, Dauhá Počet diváků: 1 000 Rozhodčí: Menezes, Pinto (BRA) |
| 16. ledna 2014 21:00 | Ekberg 7 | (12:7) | Atlason 5 | Al-Sadd Sports Hall, Dauhá Počet diváků: 1 000 Rozhodčí: Menezes, Pinto (BRA) |
| 16. ledna 2014 21:00 | 7× 3×    | Zpráva | 6× 3×     | Al-Sadd Sports Hall, Dauhá Počet diváků: 1 000 Rozhodčí: Menezes, Pinto (BRA) |

| 18. ledna 2014 19:00 | Island       | 32:24   | Alžírsko  | Al-Sadd Sports Hall, Dauhá Počet diváků: 2 000 Rozhodčí: Milošević, Gubica (CRO) |
| 18. ledna 2014 19:00 | Sigurðsson 8 | (12:13) | Berkous 5 | Al-Sadd Sports Hall, Dauhá Počet diváků: 2 000 Rozhodčí: Milošević, Gubica (CRO) |
| 18. ledna 2014 19:00 | 6× 3× 1×     | Zpráva  | 3× 4×     | Al-Sadd Sports Hall, Dauhá Počet diváků: 2 000 Rozhodčí: Milošević, Gubica (CRO) |

| 18. ledna 2014 21:00 | Česko          | 22:36   | Švédsko      | Al-Sadd Sports Hall, Dauhá Počet diváků: 1 000 Rozhodčí: Geipel, Helbig (GER) |
| 18. ledna 2014 21:00 | Babák, Sobol 5 | (10:19) | Andersson 10 | Al-Sadd Sports Hall, Dauhá Počet diváků: 1 000 Rozhodčí: Geipel, Helbig (GER) |
| 18. ledna 2014 21:00 | 6× 3× 1×       | Zpráva  | 5× 3×        | Al-Sadd Sports Hall, Dauhá Počet diváků: 1 000 Rozhodčí: Geipel, Helbig (GER) |

| 18. ledna 2014 21:00 | Egypt  | 24:28   | Francie     | Qatar Handball Association Complex, Dauhá Počet diváků: 4 500 Rozhodčí: Krstić, Ljubič (SLO) |
| 18. ledna 2014 21:00 | Amer 5 | (11:14) | Karabatić 6 | Qatar Handball Association Complex, Dauhá Počet diváků: 4 500 Rozhodčí: Krstić, Ljubič (SLO) |
| 18. ledna 2014 21:00 | 10× 3× | Zpráva  | 7× 3×       | Qatar Handball Association Complex, Dauhá Počet diváků: 4 500 Rozhodčí: Krstić, Ljubič (SLO) |

| 20. ledna 2014 19:00 | Česko    | 24:27   | Egypt      | Al-Sadd Sports Hall, Dauhá Počet diváků: 6 500 Rozhodčí: Al-Suwaidi, Bamutref (QAT) |
| 20. ledna 2014 19:00 | Hrstka 5 | (10:13) | El-Ahmar 5 | Al-Sadd Sports Hall, Dauhá Počet diváků: 6 500 Rozhodčí: Al-Suwaidi, Bamutref (QAT) |
| 20. ledna 2014 19:00 | 4× 3×    | Zpráva  | 9× 3×      | Al-Sadd Sports Hall, Dauhá Počet diváků: 6 500 Rozhodčí: Al-Suwaidi, Bamutref (QAT) |

| 20. ledna 2014 21:00 | Francie     | 26:26   | Island                     | Qatar Handball Association Complex, Dauhá Počet diváků: 2 500 Rozhodčí: Santos, Fonseca (POR) |
| 20. ledna 2014 21:00 | Karabatić 6 | (12:14) | Hallgrímsson, Pálmarsson 5 | Qatar Handball Association Complex, Dauhá Počet diváků: 2 500 Rozhodčí: Santos, Fonseca (POR) |
| 20. ledna 2014 21:00 | 5× 3× 1×    | Zpráva  | 7× 4×                      | Qatar Handball Association Complex, Dauhá Počet diváků: 2 500 Rozhodčí: Santos, Fonseca (POR) |

| 20. ledna 2014 21:00 | Švédsko   | 27:19  | Alžírsko | Al-Sadd Sports Hall, Dauhá Počet diváků: 1 000 Rozhodčí: Načevski, Nikolov (MAC) |
| 20. ledna 2014 21:00 | Källman 6 | (15:6) | Daoud 6  | Al-Sadd Sports Hall, Dauhá Počet diváků: 1 000 Rozhodčí: Načevski, Nikolov (MAC) |
| 20. ledna 2014 21:00 | 6× 3× 1×  | Zpráva | 4× 3×    | Al-Sadd Sports Hall, Dauhá Počet diváků: 1 000 Rozhodčí: Načevski, Nikolov (MAC) |

| 22. ledna 2014 19:00 | Švédsko   | 25:25   | Egypt      | Al-Sadd Sports Hall, Dauhá Počet diváků: 7 000 Rozhodčí: Milošević, Gubica (CRO) |
| 22. ledna 2014 19:00 | Ekberg 10 | (10:10) | El-Ahmar 9 | Al-Sadd Sports Hall, Dauhá Počet diváků: 7 000 Rozhodčí: Milošević, Gubica (CRO) |
| 22. ledna 2014 19:00 | 6× 3×     | Zpráva  | 7× 3× 1×   | Al-Sadd Sports Hall, Dauhá Počet diváků: 7 000 Rozhodčí: Milošević, Gubica (CRO) |

| 22. ledna 2014 21:00 | Island       | 25:36   | Česko    | Al-Sadd Sports Hall, Dauhá Počet diváků: 500 Rozhodčí: I Suk, Kchu Ban Ok (KOR) |
| 22. ledna 2014 21:00 | Gudjonsson 5 | (11:21) | Jícha 11 | Al-Sadd Sports Hall, Dauhá Počet diváků: 500 Rozhodčí: I Suk, Kchu Ban Ok (KOR) |
| 22. ledna 2014 21:00 | 7× 2×        | Zpráva  | 6× 3×    | Al-Sadd Sports Hall, Dauhá Počet diváků: 500 Rozhodčí: I Suk, Kchu Ban Ok (KOR) |

| 22. ledna 2014 21:00 | Alžírsko   | 26:32   | Francie  | Qatar Handball Association Complex, Dauhá Počet diváků: 2 000 Rozhodčí: Nikolić, Stojković (SER) |
| 22. ledna 2014 21:00 | Berkous 11 | (12:19) | Guigou 7 | Qatar Handball Association Complex, Dauhá Počet diváků: 2 000 Rozhodčí: Nikolić, Stojković (SER) |
| 22. ledna 2014 21:00 | 9× 3×      | Zpráva  | 5× 3×    | Qatar Handball Association Complex, Dauhá Počet diváků: 2 000 Rozhodčí: Nikolić, Stojković (SER) |

| 24. ledna 2014 19:00 | Egypt          | 25:28   | Island        | Al-Sadd Sports Hall, Dauhá Počet diváků: 5 000 Rozhodčí: Nikolić, Stojković (SER) |
| 24. ledna 2014 19:00 | Issa, Radwan 5 | (10:15) | Sigurðsson 13 | Al-Sadd Sports Hall, Dauhá Počet diváků: 5 000 Rozhodčí: Nikolić, Stojković (SER) |
| 24. ledna 2014 19:00 | 4× 3×          | Zpráva  | 7× 2×         | Al-Sadd Sports Hall, Dauhá Počet diváků: 5 000 Rozhodčí: Nikolić, Stojković (SER) |

| 24. ledna 2014 21:00 | Alžírsko        | 20:36   | Česko   | Qatar Handball Association Complex, Dauhá Počet diváků: 500 Rozhodčí: Hizaki, Ikebuchi (JPN) |
| 24. ledna 2014 21:00 | Daoud, Hamoud 5 | (10:21) | Jícha 7 | Qatar Handball Association Complex, Dauhá Počet diváků: 500 Rozhodčí: Hizaki, Ikebuchi (JPN) |
| 24. ledna 2014 21:00 | 1× 3×           | Zpráva  | 3×      | Qatar Handball Association Complex, Dauhá Počet diváků: 500 Rozhodčí: Hizaki, Ikebuchi (JPN) |

| 24. ledna 2014 21:00 | Francie  | 27:25   | Švédsko   | Al-Sadd Sports Hall, Dauhá Počet diváků: 3 000 Rozhodčí: López, Ramírez (ESP) |
| 24. ledna 2014 21:00 | Joli 9   | (11:12) | Källman 8 | Al-Sadd Sports Hall, Dauhá Počet diváků: 3 000 Rozhodčí: López, Ramírez (ESP) |
| 24. ledna 2014 21:00 | 2× 4× 1× | Zpráva  | 4× 3×     | Al-Sadd Sports Hall, Dauhá Počet diváků: 3 000 Rozhodčí: López, Ramírez (ESP) |

#### Skupina D
|    |                | GER   | DEN   | POL   | ARG   | RUS   | KSA   | V | R | P | Skóre   | B |
| 1. | Německo        | ***   | 30:30 | 29:26 | 28:23 | 27:26 | 36:19 | 4 | 1 | 0 | 150:124 | 9 |
| 2. | Dánsko         | 30:30 | ***   | 31:27 | 24:24 | 31:28 | 38:18 | 3 | 2 | 0 | 154:127 | 8 |
| 3. | Polsko         | 26:29 | 27:31 | ***   | 24:23 | 26:25 | 13:32 | 3 | 0 | 2 | 135:121 | 6 |
| 4. | Argentina      | 23:28 | 24:24 | 23:24 | ***   | 30:27 | 32:20 | 2 | 1 | 2 | 132:123 | 5 |
| 5. | Rusko          | 26:27 | 28:31 | 25:26 | 27:30 | ***   | 27:17 | 1 | 0 | 4 | 133:131 | 2 |
| 6. | Saúdská Arábie | 19:36 | 18:37 | 32:13 | 20:32 | 17:27 | ***   | 0 | 0 | 5 | 87:165  | 0 |

| 16. ledna 2014 15:00 | Rusko               | 27:17  | Saúdská Arábie         | Qatar Handball Association Complex, Dauhá Počet diváků: 500 Rozhodčí: Hizaki, Ikebuchi (JPN) |
| 16. ledna 2014 15:00 | Žitnikov, Dereven 4 | (17:9) | Al-Hannabi, Al-Abbas 4 | Qatar Handball Association Complex, Dauhá Počet diváků: 500 Rozhodčí: Hizaki, Ikebuchi (JPN) |
| 16. ledna 2014 15:00 | 6× 2× 1×            | Zpráva | 9× 4×                  | Qatar Handball Association Complex, Dauhá Počet diváků: 500 Rozhodčí: Hizaki, Ikebuchi (JPN) |

| 16. ledna 2014 19:00 | Polsko     | 26:29   | Německo    | Lusail Sports Arena, Lusail Počet diváků: 3 500 Rozhodčí: Načevski, Nikolov (MKD) |
| 16. ledna 2014 19:00 | Lijewski 7 | (13:16) | Weinhold 9 | Lusail Sports Arena, Lusail Počet diváků: 3 500 Rozhodčí: Načevski, Nikolov (MKD) |
| 16. ledna 2014 19:00 | 5× 4×      | Zpráva  | 6× 3×      | Lusail Sports Arena, Lusail Počet diváků: 3 500 Rozhodčí: Načevski, Nikolov (MKD) |

| 16. ledna 2014 21:00 | Dánsko   | 24:24  | Argentina | Lusail Sports Arena, Lusail Počet diváků: 1 000 Rozhodčí: Krstič, Ljubič (SLO) |
| 16. ledna 2014 21:00 | Eggert 5 | (13:8) | Pizarro 8 | Lusail Sports Arena, Lusail Počet diváků: 1 000 Rozhodčí: Krstič, Ljubič (SLO) |
| 16. ledna 2014 21:00 | 7× 3×    | Zpráva | 7× 3×     | Lusail Sports Arena, Lusail Počet diváků: 1 000 Rozhodčí: Krstič, Ljubič (SLO) |

| 18. ledna 2014 19:00 | Argentina | 23:24   | Polsko    | Qatar Handball Association Complex, Dauhá Počet diváků: 3 000 Rozhodčí: Novotný, Horáček (CZE) |
| 18. ledna 2014 19:00 | 3 hráči 5 | (12:11) | 3 hráči 5 | Qatar Handball Association Complex, Dauhá Počet diváků: 3 000 Rozhodčí: Novotný, Horáček (CZE) |
| 18. ledna 2014 19:00 | 6× 3× 1×  | Zpráva  | 7× 4×     | Qatar Handball Association Complex, Dauhá Počet diváků: 3 000 Rozhodčí: Novotný, Horáček (CZE) |

| 18. ledna 2014 19:00 | Německo      | 27:26  | Rusko      | Lusail Sports Arena, Lusail Počet diváků: 600 Rozhodčí: Kliko, Johansson (SWE) |
| 18. ledna 2014 19:00 | Gensheimer 9 | (9:13) | Igropulo 6 | Lusail Sports Arena, Lusail Počet diváků: 600 Rozhodčí: Kliko, Johansson (SWE) |
| 18. ledna 2014 19:00 | 7× 3×        | Zpráva | 8× 4×      | Lusail Sports Arena, Lusail Počet diváků: 600 Rozhodčí: Kliko, Johansson (SWE) |

| 18. ledna 2014 21:00 | Saúdská Arábie        | 18:38  | Dánsko           | Lusail Sports Arena, Lusail Počet diváků: 600 Rozhodčí: Rashed, El-Sayed (EGY) |
| 18. ledna 2014 21:00 | Al-Janabi, Al-Salem 4 | (6:20) | H. Toft Hansen 8 | Lusail Sports Arena, Lusail Počet diváků: 600 Rozhodčí: Rashed, El-Sayed (EGY) |
| 18. ledna 2014 21:00 | 4× 2×                 | Zpráva | 3×               | Lusail Sports Arena, Lusail Počet diváků: 600 Rozhodčí: Rashed, El-Sayed (EGY) |

| 20. ledna 2014 19:00 | Polsko     | 26:25   | Rusko      | Lusail Sports Arena, Lusail Počet diváků: 1 000 Rozhodčí: Krstić, Ljubič (SLO) |
| 20. ledna 2014 19:00 | Rojewski 6 | (12:13) | Šiškarev 7 | Lusail Sports Arena, Lusail Počet diváků: 1 000 Rozhodčí: Krstić, Ljubič (SLO) |
| 20. ledna 2014 19:00 | 5× 3×      | Zpráva  | 5× 2×      | Lusail Sports Arena, Lusail Počet diváků: 1 000 Rozhodčí: Krstić, Ljubič (SLO) |

| 20. ledna 2014 19:00 | Argentina | 32:20   | Saúdská Arábie | Qatar Handball Association Complex, Dauhá Počet diváků: 1 000 Rozhodčí: Krichen, Makhlouf (TUN) |
| 20. ledna 2014 19:00 | Pizarro 7 | (13:11) | Al-Janabi 5    | Qatar Handball Association Complex, Dauhá Počet diváků: 1 000 Rozhodčí: Krichen, Makhlouf (TUN) |
| 20. ledna 2014 19:00 | 6× 4×     | Zpráva  | 12× 3× 2×      | Qatar Handball Association Complex, Dauhá Počet diváků: 1 000 Rozhodčí: Krichen, Makhlouf (TUN) |

| 20. ledna 2014 21:00 | Dánsko                 | 30:30   | Německo    | Lusail Sports Arena, Lusail Počet diváků: 2 000 Rozhodčí: López, Ramírez (ESP) |
| 20. ledna 2014 21:00 | Christiansen, Hansen 6 | (16:16) | Weinhold 8 | Lusail Sports Arena, Lusail Počet diváků: 2 000 Rozhodčí: López, Ramírez (ESP) |
| 20. ledna 2014 21:00 | 3×                     | Zpráva  | 5× 4×      | Lusail Sports Arena, Lusail Počet diváků: 2 000 Rozhodčí: López, Ramírez (ESP) |

| 22. ledna 2014 19:00 | Polsko     | 32:13  | Saúdská Arábie | Qatar Handball Association Complex, Dauhá Počet diváků: 800 Rozhodčí: Kliko, Johansson (SWE) |
| 22. ledna 2014 19:00 | Syprzak 10 | (17:6) | Al-Subhi 4     | Qatar Handball Association Complex, Dauhá Počet diváků: 800 Rozhodčí: Kliko, Johansson (SWE) |
| 22. ledna 2014 19:00 | 3×         | Zpráva | 4× 3× 1×       | Qatar Handball Association Complex, Dauhá Počet diváků: 800 Rozhodčí: Kliko, Johansson (SWE) |

| 22. ledna 2014 19:00 | Německo    | 28:23   | Argentina   | Lusail Sports Arena, Lusail Počet diváků: 5 500 Rozhodčí: Gatelis, Mažeika (LIT) |
| 22. ledna 2014 19:00 | Groetzki 7 | (13:14) | Fernández 6 | Lusail Sports Arena, Lusail Počet diváků: 5 500 Rozhodčí: Gatelis, Mažeika (LIT) |
| 22. ledna 2014 19:00 | 6× 3×      | Zpráva  | 6× 4×       | Lusail Sports Arena, Lusail Počet diváků: 5 500 Rozhodčí: Gatelis, Mažeika (LIT) |

| 22. ledna 2014 21:00 | Rusko      | 28:31  | Dánsko    | Lusail Sports Arena, Lusail Počet diváků: 10 500 Rozhodčí: Načevski, Nikolov (MAC) |
| 22. ledna 2014 21:00 | Šiškarev 8 | (8:16) | Schmidt 9 | Lusail Sports Arena, Lusail Počet diváků: 10 500 Rozhodčí: Načevski, Nikolov (MAC) |
| 22. ledna 2014 21:00 | 1× 3×      | Zpráva | 2× 3×     | Lusail Sports Arena, Lusail Počet diváků: 10 500 Rozhodčí: Načevski, Nikolov (MAC) |

| 24. ledna 2014 19:00 | Saúdská Arábie | 19:36  | Německo           | Lusail Sports Arena, Lusail Počet diváků: 3 500 Rozhodčí: Santos, Fonseca (POR) |
| 24. ledna 2014 19:00 | 3 hráči 3      | (8:18) | Musche, Sellin 11 | Lusail Sports Arena, Lusail Počet diváků: 3 500 Rozhodčí: Santos, Fonseca (POR) |
| 24. ledna 2014 19:00 | 6× 3×          | Zpráva | 5× 3×             | Lusail Sports Arena, Lusail Počet diváků: 3 500 Rozhodčí: Santos, Fonseca (POR) |

| 24. ledna 2014 19:00 | Rusko      | 27:30   | Argentina | Qatar Handball Association Complex, Dauhá Počet diváků: 500 Rozhodčí: Al-Suwaidi, Bamutref (QAT) |
| 24. ledna 2014 19:00 | Šiškarev 7 | (16:17) | Pizarro 9 | Qatar Handball Association Complex, Dauhá Počet diváků: 500 Rozhodčí: Al-Suwaidi, Bamutref (QAT) |
| 24. ledna 2014 19:00 | 8× 3× 1×   | Zpráva  | 4× 1×     | Qatar Handball Association Complex, Dauhá Počet diváků: 500 Rozhodčí: Al-Suwaidi, Bamutref (QAT) |

| 24. ledna 2014 21:00 | Dánsko     | 31:27   | Polsko     | Lusail Sports Arena, Lusail Počet diváků: 6 000 Rozhodčí: Milošević, Gubica (CRO) |
| 24. ledna 2014 21:00 | Lindberg 6 | (16:12) | Rojewski 5 | Lusail Sports Arena, Lusail Počet diváků: 6 000 Rozhodčí: Milošević, Gubica (CRO) |
| 24. ledna 2014 21:00 | 5× 3×      | Zpráva  | 3× 4×      | Lusail Sports Arena, Lusail Počet diváků: 6 000 Rozhodčí: Milošević, Gubica (CRO) |

### Play off

#### Osmifinále
| 25. ledna 2014 18:30 | Rakousko | 27:29   | Katar      | Lusail Sports Arena, Lusail Počet diváků: 12 200 Rozhodčí: Milošević, Gubica (CRO) |
| 25. ledna 2014 18:30 | Weber 8  | (14:13) | Marković 8 | Lusail Sports Arena, Lusail Počet diváků: 12 200 Rozhodčí: Milošević, Gubica (CRO) |
| 25. ledna 2014 18:30 | 7× 4×    | Zpráva  | 4× 2×      | Lusail Sports Arena, Lusail Počet diváků: 12 200 Rozhodčí: Milošević, Gubica (CRO) |

| 25. ledna 2014 18:30 | Slovinsko | 30:28   | Makedonie                 | Al-Sadd Sports Hall, Dauhá Počet diváků: 800 Rozhodčí: Gatelis, Mažeika (LIT) |
| 25. ledna 2014 18:30 | Gajić 9   | (16:15) | Georgievski, K. Lazarov 7 | Al-Sadd Sports Hall, Dauhá Počet diváků: 800 Rozhodčí: Gatelis, Mažeika (LIT) |
| 25. ledna 2014 18:30 | 9× 4×     | Zpráva  | 4× 3× 1×                  | Al-Sadd Sports Hall, Dauhá Počet diváků: 800 Rozhodčí: Gatelis, Mažeika (LIT) |

| 25. ledna 2014 21:00 | Španělsko | 28:20  | Tunisko     | Lusail Sports Arena, Lusail Počet diváků: 5 500 Rozhodčí: Nachevski, Nikolov (MAC) |
| 25. ledna 2014 21:00 | Ugalde 6  | (18:9) | Boughanmi 5 | Lusail Sports Arena, Lusail Počet diváků: 5 500 Rozhodčí: Nachevski, Nikolov (MAC) |
| 25. ledna 2014 21:00 | 5× 3×     | Zpráva | 3×          | Lusail Sports Arena, Lusail Počet diváků: 5 500 Rozhodčí: Nachevski, Nikolov (MAC) |

| 25. ledna 2014 21:00 | Chorvatsko | 26:25   | Brazílie | Al-Sadd Sports Hall, Dauhá Počet diváků: 800 Rozhodčí: Al-Suwaidi, Bamutref (QAT) |
| 25. ledna 2014 21:00 | Kopljar 5  | (13:15) | Silva 5  | Al-Sadd Sports Hall, Dauhá Počet diváků: 800 Rozhodčí: Al-Suwaidi, Bamutref (QAT) |
| 25. ledna 2014 21:00 | 1× 2×      | Zpráva  | 5× 3×    | Al-Sadd Sports Hall, Dauhá Počet diváků: 800 Rozhodčí: Al-Suwaidi, Bamutref (QAT) |

| 26. ledna 2014 18:30 | Německo      | 23:16  | Egypt           | Lusail Sports Arena, Lusail Počet diváků: 12 500 Rozhodčí: Novotný, Horáček (CZE) |
| 26. ledna 2014 18:30 | Gensheimer 6 | (12:8) | Elahmar, Issa 4 | Lusail Sports Arena, Lusail Počet diváků: 12 500 Rozhodčí: Novotný, Horáček (CZE) |
| 26. ledna 2014 18:30 | 7× 3×        | Zpráva | 5× 3× 1×        | Lusail Sports Arena, Lusail Počet diváků: 12 500 Rozhodčí: Novotný, Horáček (CZE) |

| 26. ledna 2014 18:30 | Polsko                   | 24:20   | Švédsko    | Al-Sadd Sports Hall, Dauhá Počet diváků: 1 500 Rozhodčí: Krstić, Ljubič (SLO) |
| 26. ledna 2014 18:30 | M. Jurecki, B. Jurecki 5 | (10:11) | Petersen 5 | Al-Sadd Sports Hall, Dauhá Počet diváků: 1 500 Rozhodčí: Krstić, Ljubič (SLO) |
| 26. ledna 2014 18:30 | 3× 2×                    | Zpráva  | 6× 3×      | Al-Sadd Sports Hall, Dauhá Počet diváků: 1 500 Rozhodčí: Krstić, Ljubič (SLO) |

| 26. ledna 2014 21:00 | Island  | 25:30  | Dánsko | Lusail Sports Arena, Lusail Počet diváků: 3 000 Rozhodčí: Reveret, Pichon (FRA) |
| 26. ledna 2014 21:00 | (10:16) |        |        | Lusail Sports Arena, Lusail Počet diváků: 3 000 Rozhodčí: Reveret, Pichon (FRA) |
| 26. ledna 2014 21:00 | 2× 4×   | Zpráva | 5× 3×  | Lusail Sports Arena, Lusail Počet diváků: 3 000 Rozhodčí: Reveret, Pichon (FRA) |

| 26. ledna 2014 21:00 | Francie | 33:20  | Argentina | Al-Sadd Sports Hall, Dauhá Počet diváků: 1 500 Rozhodčí: Gjeding, Hansen (DEN) |
| 26. ledna 2014 21:00 | (16:6)  |        |           | Al-Sadd Sports Hall, Dauhá Počet diváků: 1 500 Rozhodčí: Gjeding, Hansen (DEN) |
| 26. ledna 2014 21:00 | 4× 2×   | Zpráva | 1× 2×     | Al-Sadd Sports Hall, Dauhá Počet diváků: 1 500 Rozhodčí: Gjeding, Hansen (DEN) |

#### Čtvrtfinále
| 28. ledna 2014 18:30 | Chorvatsko         | 22:24   | Polsko       | Lusail Sports Arena, Lusail Počet diváků: 1 500 Rozhodčí: Gjeding, Hansen (DEN) |
| 28. ledna 2014 18:30 | Duvnjak, Kopljar 5 | (10:12) | Jurkiewicz 6 | Lusail Sports Arena, Lusail Počet diváků: 1 500 Rozhodčí: Gjeding, Hansen (DEN) |
| 28. ledna 2014 18:30 | 3×                 | Zpráva  | 3× 4×        | Lusail Sports Arena, Lusail Počet diváků: 1 500 Rozhodčí: Gjeding, Hansen (DEN) |

| 28. ledna 2014 18:30 | Katar    | 26:24   | Německo      | Al-Sadd Sports Hall, Dauhá Počet diváků: 15 000 Rozhodčí: Načevski, Nikolov (MAC) |
| 28. ledna 2014 18:30 | Capote 8 | (18:14) | Gensheimer 5 | Al-Sadd Sports Hall, Dauhá Počet diváků: 15 000 Rozhodčí: Načevski, Nikolov (MAC) |
| 28. ledna 2014 18:30 | 2× 3×    | Zpráva  | 3× 4×        | Al-Sadd Sports Hall, Dauhá Počet diváků: 15 000 Rozhodčí: Načevski, Nikolov (MAC) |

| 28. ledna 2014 21:00 | Slovinsko   | 23:32   | Francie    | Al-Sadd Sports Hall, Dauhá Počet diváků: 2 500 Rozhodčí: Novotný, Horáček (CZE) |
| 28. ledna 2014 21:00 | L. Žvižej 6 | (10:18) | Narcisse 6 | Al-Sadd Sports Hall, Dauhá Počet diváků: 2 500 Rozhodčí: Novotný, Horáček (CZE) |
| 28. ledna 2014 21:00 | 5× 4×       | Zpráva  | 2×         | Al-Sadd Sports Hall, Dauhá Počet diváků: 2 500 Rozhodčí: Novotný, Horáček (CZE) |

| 28. ledna 2014 21:00 | Dánsko           | 24:25   | Španělsko | Al-Sadd Sports Hall, Dauhá Počet diváků: 9 000 Rozhodčí: Geipel, Helbig (GER) |
| 28. ledna 2014 21:00 | Eggert, Hansen 6 | (11:11) | Rivera 10 | Al-Sadd Sports Hall, Dauhá Počet diváků: 9 000 Rozhodčí: Geipel, Helbig (GER) |
| 28. ledna 2014 21:00 | 3× 4×            | Zpráva  | 3×        | Al-Sadd Sports Hall, Dauhá Počet diváků: 9 000 Rozhodčí: Geipel, Helbig (GER) |

#### Semifinále
| 30. ledna 2014 18:30 | Polsko       | 29:31   | Katar             | Lusail Sports Arena, Lusail Počet diváků: 15 000 Rozhodčí: Nikolić, Stojković (SER) |
| 30. ledna 2014 18:30 | M. Jurecki 9 | (13:16) | Capote, Mallash 6 | Lusail Sports Arena, Lusail Počet diváků: 15 000 Rozhodčí: Nikolić, Stojković (SER) |
| 30. ledna 2014 18:30 | 5× 3×        | Zpráva  | 2× 3×             | Lusail Sports Arena, Lusail Počet diváků: 15 000 Rozhodčí: Nikolić, Stojković (SER) |

| 30. ledna 2014 21:00 | Španělsko          | 22:26   | Francie  | Lusail Sports Arena, Lusail Počet diváků: 9 000 Rozhodčí: Krstič, Ljubič (SLO) |
| 30. ledna 2014 21:00 | Ugalde, Cañellas 5 | (14:18) | Guigou 5 | Lusail Sports Arena, Lusail Počet diváků: 9 000 Rozhodčí: Krstič, Ljubič (SLO) |
| 30. ledna 2014 21:00 | 3×                 | Zpráva  | 3×       | Lusail Sports Arena, Lusail Počet diváků: 9 000 Rozhodčí: Krstič, Ljubič (SLO) |

#### Finále
| 1. února 2014 19:15 | Katar      | 22:25   | Francie        | Lusail Sports Arena, Lusail Počet diváků: 15 000 Rozhodčí: Horáček, Novotný (CZE) |
| 1. února 2014 19:15 | Marković 7 | (11:14) | N. Karabatić 5 | Lusail Sports Arena, Lusail Počet diváků: 15 000 Rozhodčí: Horáček, Novotný (CZE) |
| 1. února 2014 19:15 | 4× 3×      | Zpráva  | 2× 4×          | Lusail Sports Arena, Lusail Počet diváků: 15 000 Rozhodčí: Horáček, Novotný (CZE) |

#### O 3. místo
| 1. února 2014 16:30 | Polsko    | 29:28(PR) | Španělsko | Lusail Sports Arena, Lusail Počet diváků: 9 400 Rozhodčí: Gjeding, Hansen (DEN) |
| 1. února 2014 16:30 | Szyba 8   | (13:13)   | Tomás 7   | Lusail Sports Arena, Lusail Počet diváků: 9 400 Rozhodčí: Gjeding, Hansen (DEN) |
| 1. února 2014 16:30 | 4× 3×     | Zpráva    | 1× 2×     | Lusail Sports Arena, Lusail Počet diváků: 9 400 Rozhodčí: Gjeding, Hansen (DEN) |
| 1. února 2014 16:30 | ZČ: 24:24 |           |           | Lusail Sports Arena, Lusail Počet diváků: 9 400 Rozhodčí: Gjeding, Hansen (DEN) |

#### O 5. - 8. místo
| 30. ledna 2014 16:00 | Chorvatsko | 28:23   | Německo                  | Al-Sadd Sports Hall, Dauhá Počet diváků: 800 Rozhodčí: Raluy, Sabroso (ESP) |
| 30. ledna 2014 16:00 | Štrlek 8   | (13:11) | Gensheimer, Schöngarth 6 | Al-Sadd Sports Hall, Dauhá Počet diváků: 800 Rozhodčí: Raluy, Sabroso (ESP) |
| 30. ledna 2014 16:00 | 2× 3×      | Zpráva  | 2× 4×                    | Al-Sadd Sports Hall, Dauhá Počet diváků: 800 Rozhodčí: Raluy, Sabroso (ESP) |

| 30. ledna 2014 18:30 | Dánsko  | 36:33   | Slovinsko | Al-Sadd Sports Hall, Dauhá Počet diváků: 500 Rozhodčí: Bamutref, Al-Suwaidi (QAT) |
| 30. ledna 2014 18:30 | Svan 13 | (19:15) | Gajič 12  | Al-Sadd Sports Hall, Dauhá Počet diváků: 500 Rozhodčí: Bamutref, Al-Suwaidi (QAT) |
| 30. ledna 2014 18:30 | 4× 3×   | Zpráva  | 5× 2×     | Al-Sadd Sports Hall, Dauhá Počet diváků: 500 Rozhodčí: Bamutref, Al-Suwaidi (QAT) |

#### O 5. místo
| 31. ledna 2014 19:15 | Chorvatsko                      | 24:28   | Dánsko   | Lusail Sports Arena, Lusail Počet diváků: 3 000 Rozhodčí: Raluy, Sabroso (ESP) |
| 31. ledna 2014 19:15 | Duvnjak, Stepančić, Slišković 4 | (11:15) | Hansen 8 | Lusail Sports Arena, Lusail Počet diváků: 3 000 Rozhodčí: Raluy, Sabroso (ESP) |
| 31. ledna 2014 19:15 | 3×                              | Zpráva  | 3×       | Lusail Sports Arena, Lusail Počet diváků: 3 000 Rozhodčí: Raluy, Sabroso (ESP) |

#### O 7. místo
| 31. ledna 2014 16:30 | Německo       | 30:27   | Slovinsko | Lusail Sports Arena, Lusail Počet diváků: 1 000 Rozhodčí: Novotný, Horáček (CZE) |
| 31. ledna 2014 16:30 | Gensheimer 13 | (16:14) | Natek 9   | Lusail Sports Arena, Lusail Počet diváků: 1 000 Rozhodčí: Novotný, Horáček (CZE) |
| 31. ledna 2014 16:30 | 3× 2×         | Zpráva  | 3× 1×     | Lusail Sports Arena, Lusail Počet diváků: 1 000 Rozhodčí: Novotný, Horáček (CZE) |

### Prezidentský pohár

#### O 17. - 20. místo
| 26. ledna 2014 17:00 | Bělorusko    | 37:29   | Bosna a Hercegovina | Qatar Handball Association Complex, Dauhá Počet diváků: 300 Rozhodčí: Menezes, Pinto (BRA) |
| 26. ledna 2014 17:00 | S. Rutenka 9 | (20:16) | Burić 6             | Qatar Handball Association Complex, Dauhá Počet diváků: 300 Rozhodčí: Menezes, Pinto (BRA) |
| 26. ledna 2014 17:00 | 6× 3×        | Zpráva  | 4× 3×               | Qatar Handball Association Complex, Dauhá Počet diváků: 300 Rozhodčí: Menezes, Pinto (BRA) |

| 26. ledna 2014 19:00 | Česko      | 32:30   | Rusko     | Qatar Handball Association Complex, Dauhá Počet diváků: 300 Rozhodčí: Krichen, Makhlouf (TUN) |
| 26. ledna 2014 19:00 | Zdráhala 8 | (16:15) | Dereven 8 | Qatar Handball Association Complex, Dauhá Počet diváků: 300 Rozhodčí: Krichen, Makhlouf (TUN) |
| 26. ledna 2014 19:00 | 6× 4× 1×   | Zpráva  | 6× 1×     | Qatar Handball Association Complex, Dauhá Počet diváků: 300 Rozhodčí: Krichen, Makhlouf (TUN) |

#### O 17. místo
| 27. ledna 2014 19:00 | Bělorusko               | 31:32(PR) | Česko     | Qatar Handball Association Complex, Dauhá Počet diváků: 300 Rozhodčí: Rashed, Elsayed (EGY) |
| 27. ledna 2014 19:00 | S. Rutenka 12           | (13:14)   | 4 hráči 6 | Qatar Handball Association Complex, Dauhá Počet diváků: 300 Rozhodčí: Rashed, Elsayed (EGY) |
| 27. ledna 2014 19:00 | 5× 3×                   | Zpráva    | 3×        | Qatar Handball Association Complex, Dauhá Počet diváků: 300 Rozhodčí: Rashed, Elsayed (EGY) |
| 27. ledna 2014 19:00 | ZČ: 28:28, 7m hody: 3:4 |           |           | Qatar Handball Association Complex, Dauhá Počet diváků: 300 Rozhodčí: Rashed, Elsayed (EGY) |

#### O 19. místo
| 27. ledna 2014 17:00 | Bosna a Hercegovina | 28:42   | Rusko      | Qatar Handball Association Complex, Dauhá Počet diváků: 200 Rozhodčí: Hizaki, Ikebuchi (JPN) |
| 27. ledna 2014 17:00 | Malinović 6         | (16:20) | Kovaljov 6 | Qatar Handball Association Complex, Dauhá Počet diváků: 200 Rozhodčí: Hizaki, Ikebuchi (JPN) |
| 27. ledna 2014 17:00 | 6× 3×               | Zpráva  | 6× 2×      | Qatar Handball Association Complex, Dauhá Počet diváků: 200 Rozhodčí: Hizaki, Ikebuchi (JPN) |

#### O 21. - 24. místo
| 26. ledna 2014 13:00 | Chile         | 31:32   | Írán      | Qatar Handball Association Complex, Dauhá Počet diváků: 100 Rozhodčí: Hizaki, Ikebuchi (JPN) |
| 26. ledna 2014 13:00 | R. Salinas 18 | (15:17) | 3 hráči 5 | Qatar Handball Association Complex, Dauhá Počet diváků: 100 Rozhodčí: Hizaki, Ikebuchi (JPN) |
| 26. ledna 2014 13:00 | 2×            | Zpráva  | 4× 3× 1×  | Qatar Handball Association Complex, Dauhá Počet diváků: 100 Rozhodčí: Hizaki, Ikebuchi (JPN) |

| 26. ledna 2014 15:00 | Alžírsko | 25:27   | Saúdská Arábie | Qatar Handball Association Complex, Dauhá Počet diváků: 100 Rozhodčí: Kliko, Johansson (SWE) |
| 26. ledna 2014 15:00 | Hamoud 9 | (14:12) | Alsalem 5      | Qatar Handball Association Complex, Dauhá Počet diváků: 100 Rozhodčí: Kliko, Johansson (SWE) |
| 26. ledna 2014 15:00 | 6× 2× 1× | Zpráva  | 7× 3×          | Qatar Handball Association Complex, Dauhá Počet diváků: 100 Rozhodčí: Kliko, Johansson (SWE) |

#### O 21. místo
| 27. ledna 2014 15:00 | Írán     | 26:22   | Saúdská Arábie | Qatar Handball Association Complex, Dauhá Počet diváků: 150 Rozhodčí: Menezes, Pinto (BRA) |
| 27. ledna 2014 15:00 | Esteki 6 | (15:10) | Alabdulali 6   | Qatar Handball Association Complex, Dauhá Počet diváků: 150 Rozhodčí: Menezes, Pinto (BRA) |
| 27. ledna 2014 15:00 | 5× 2× 1× | Zpráva  | 6× 3×          | Qatar Handball Association Complex, Dauhá Počet diváků: 150 Rozhodčí: Menezes, Pinto (BRA) |

#### O 23. místo
| 27. ledna 2014 13:00 | Chile                   | 30:28(PR) | Alžírsko  | Qatar Handball Association Complex, Dauhá Počet diváků: 100 Rozhodčí: Santos, Luis Fonseca (POR) |
| 27. ledna 2014 13:00 | R. Salinas 11           | (10:16)   | Hamoud 12 | Qatar Handball Association Complex, Dauhá Počet diváků: 100 Rozhodčí: Santos, Luis Fonseca (POR) |
| 27. ledna 2014 13:00 | 4×                      | Zpráva    | 7× 2× 1×  | Qatar Handball Association Complex, Dauhá Počet diváků: 100 Rozhodčí: Santos, Luis Fonseca (POR) |
| 27. ledna 2014 13:00 | ZČ: 27:27, 7m hody: 3:1 |           |           | Qatar Handball Association Complex, Dauhá Počet diváků: 100 Rozhodčí: Santos, Luis Fonseca (POR) |

## Rozhodčí
- Jesus Menezes a Rogério Pinto
- Václav Horáček a Jiří Novotný
- Matija Gubica a Boris Milošević
- Martin Gjeding a Mads Hansen
- Mohamed Rashed a Tamer El-Sayed
- Laurent Reveret a Stevann Pichon
- Kiyoshi Hizaki a Tomokazu Ikebuchi
- Saleh Bamutref a Mansour Al-Suwaidi
- Bon-ok Koo a Seok Lee
- Mindaugas Gatelis a Vaidas Matrika
- Gjorgje Načevski a Slavko Nikolov
- Lars Geipel a Marcus Helbig
- Duarte Santos a Ricardo Fonseca
- Nenad Krstič a Peter Ljubin
- Nenad Nikolić a Dušan Stojković
- Óscar López a Ángel Ramírez
- Michael Johansson a Jasmin Kliko
- Samir Krichen a Samir Makhlouf

## Konečné pořadí
| 24.              | Mistrovství světa 2015 | Z | V | R | P | Skóre   | B  |
| ---------------- | ---------------------- | - | - | - | - | ------- | -- |
| Zlatá medaile    | Francie                | 9 | 8 | 1 | 0 | 259:215 | 17 |
| Stříbrná medaile | Katar                  | 9 | 7 | 0 | 2 | 245:227 | 14 |
| Bronzová medaile | Polsko                 | 9 | 6 | 0 | 3 | 241:222 | 12 |
| 4.               | Španělsko              | 9 | 7 | 0 | 2 | 265:226 | 14 |
| 5.               | Dánsko                 | 9 | 6 | 1 | 2 | 272:234 | 13 |
| 6.               | Chorvatsko             | 9 | 7 | 0 | 2 | 258:224 | 14 |
| 7.               | Německo                | 9 | 6 | 1 | 2 | 250:221 | 13 |
| 8.               | Slovinsko              | 9 | 4 | 0 | 5 | 273:271 | 8  |
| 9.               | Makedonie              | 6 | 4 | 0 | 2 | 181:168 | 8  |
| 10.              | Švédsko                | 6 | 3 | 1 | 2 | 157:133 | 7  |
| 11.              | Island                 | 6 | 2 | 1 | 3 | 152:165 | 5  |
| 12.              | Argentina              | 6 | 2 | 1 | 3 | 152:156 | 5  |
| 13.              | Rakousko               | 6 | 2 | 1 | 3 | 175:169 | 5  |
| 14.              | Egypt                  | 6 | 2 | 1 | 3 | 151:148 | 5  |
| 15.              | Tunisko                | 6 | 2 | 1 | 3 | 152:161 | 5  |
| 16.              | Brazílie               | 6 | 2 | 0 | 4 | 171:169 | 4  |
| 17.              | Česko                  | 7 | 3 | 1 | 3 | 209:199 | 7  |
| 18.              | Bělorusko              | 7 | 1 | 1 | 5 | 215:216 | 3  |
| 19.              | Rusko                  | 7 | 2 | 0 | 5 | 205:191 | 4  |
| 20.              | Bosna a Hercegovina    | 7 | 1 | 0 | 6 | 175:207 | 2  |
| 21.              | Írán                   | 7 | 2 | 0 | 5 | 185:225 | 4  |
| 22.              | Saúdská Arábie         | 7 | 1 | 0 | 6 | 136:216 | 2  |
| 23.              | Chile                  | 7 | 0 | 1 | 6 | 162:223 | 1  |
| 24.              | Alžírsko               | 7 | 0 | 1 | 6 | 161:125 | 1  |